# Distrikt San Marcos

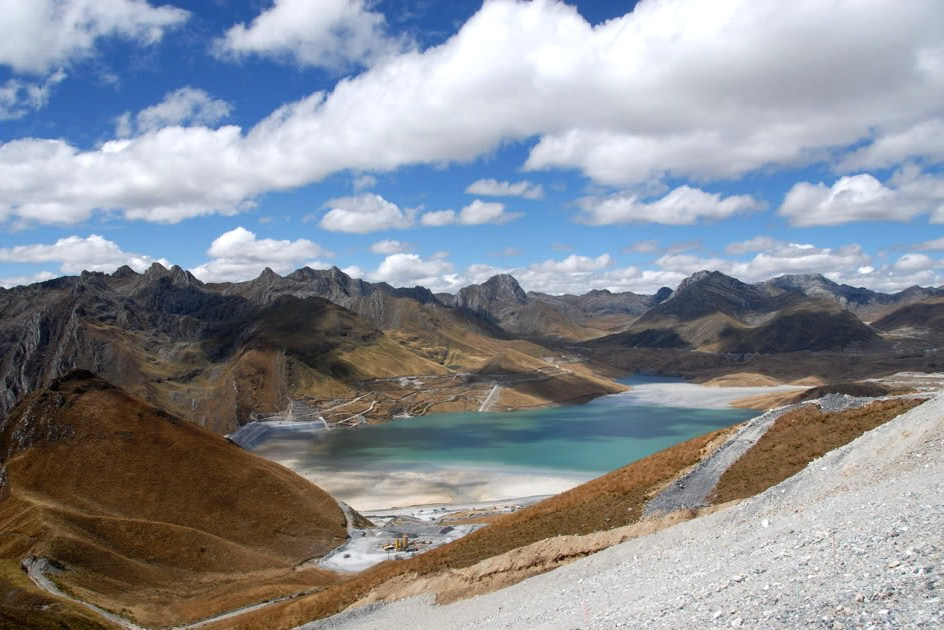
Antamina-Mine

Der Distrikt San Marcos liegt in der Provinz Huari in der Region Ancash im zentralen Westen von Peru. Der Distrikt wurde am 3. Mai 1955 gegründet. Er hat eine Fläche von 556,75 km². Beim Zensus 2017 wurden 17.033 Einwohner gezählt. Im Jahr 1993 lag die Einwohnerzahl bei 11.660, im Jahr 2007 bei 13.607. Verwaltungssitz des Distriktes ist die 2964 m hoch gelegene Kleinstadt San Marcos mit 2989 Einwohnern (Stand 2017).

## Geographische Lage
Der Distrikt San Marcos liegt an der Ostflanke der Cordillera Blanca, die einen teils vergletscherten Abschnitt der peruanischen Westkordillere bildet. Der Distrikt befindet sich im östlichen Süden der Provinz Huari und erstreckt sich entlang dem rechten Flussufer des nach Norden strömenden Río Mosna. 
Der Distrikt San Marcos grenzt im Westen an den Distrikt Chavín de Huántar, im Nordwesten an den Distrikt Huántar, im Nordosten an die Distrikte Huachis und San Pedro de Chaná, im Osten an den Distrikt Llata (Provinz Huamalíes), im Südosten an den Distrikt Huallanca (Provinz Bolognesi) sowie im äußersten Süden an den Distrikt Aquia (ebenfalls Provinz Bolognesi).

## Bergbau
Im Distriktgebiet östlich der Stadt San Marcos wird Bergbau betrieben. Dort befinden sich die Bergwerke Contonga und Antamina. Letzteres ist eines der weltweit größten Kupfer- und Zinkbergwerke. Im Jahre 2020 erwirtschaftete das Bergwerk Antamina, 52 km östlich von Huaraz gelegen, 43 % des Bruttoinlandsproduktes der Region Ancash. Seit Ende der 1990er Jahre werden dort im Tagebau verschiedene Erze abgebaut, neben Kupfer und Zink auch Bismut und Molybdän.